# Caroline Thon
Caroline Thon (* 1966 in Köln) ist eine deutsche Musikerin (Altsaxophon, Komposition) des Modern Jazz.

## Leben
Caroline Thon studierte zunächst klassisches Saxophon in Wuppertal, bevor sie für ein Jahr an das Bostoner Berklee College of Music ging, um dann an der Musikhochschule Köln ihre Studien in Jazz-Saxophon und Komposition bei Joachim Ullrich, Frank Reinshagen und Bill Dobbins abzuschließen. Im Jahr 2000 war sie die einzige weibliche Studierende für Jazzkomposition in Deutschland. In ihren Kompositionen verbindet sie Elemente aus moderner Klassik, zeitgenössischem Jazz und Rhythm'n'Blues.
Mit ihrem Quintett Patchwork veröffentlichte Caroline Thon zwei von Musikkritikern hervorgehobene Alben. Gemeinsam mit Patrick Bebelaar bearbeitete sie 2008 Bachs Kunst der Fuge aus der Jazzperspektive. Ein Kompositionsauftrag des Landesmusikrats NRW war 2009 der Ausgangspunkt für die Gründung einer eigenen Bigband Thoneline Orchestra, mit der sie bereits 2010 beim Traumzeit-Festival und seit 2011 bei weiteren Festivals konzertierte. Die mit der Großformation vorgelegte CD Panta Rhei wurde im NDR als CD der Woche präsentiert, die zweite CD Black & White Swan erschien 2015 beim Label Enja/Yellowbird.
Weiterhin unterhielt sie ein Trio mit Pianist Gunther Rose und Ulla Oster, war Teil des Saxophonquartetts DoubleXX und gehörte auch zum Large Ensemble von Christina Fuchs. Beim Festival Women in Jazz in Halle präsentierte sie 2014 erstmals das World-Jazz-Oktett Eurasians Unity, das musikalisch in der Spannbreite zwischen Jazz, Balkan und Vorderem Orient operiert und 2015 auf dem TFF Rudolstadt mit dem Ruth-Hauptpreis ausgezeichnet wurde. Mit diesem Ensemble veröffentlichte sie 2018 in Co-Produktion mit dem RBB die Debüt-CD Eurasians Unity. Gemeinsam mit Christina Fuchs leitet sie seit 2019 das großformatige Fuchsthone Orchestra, das aufgrund seiner ungewöhnlichen Klangwelten gute Kritiken erhielt und 2021 in der Kategorie „Großensemble des Jahres“ für den Deutschen Jazzpreis nominiert wurde.

## Diskographische Hinweise
- Patchwork Say It! (JazzHausMusik, 2004; mit Junia Vent, Florian Weber, Pascal Niggenkemper, Jens Düppe)
- Patchwork Inner Voice (JazzHausMusik, 2008; mit Junia Vent, Julia Hülsmann, Matthias Nowak, Christoph Hillmann)
- Thoneline Orchestra Panta Rhei (A-Jazz, 2010)[9]
- Thoneline Orchestra Black & White Swan (Enja, 2014)[10]
- Eurasians Unity (Enja, 2018, mit Tamara Lukasheva, Feruza Ochilova, Negar Bouban, Veronika Todorova, Salman Gambarov, Alex Morsey, Bodek Janke)[11]